# Société canadienne d'endocrinologie et métabolisme
 (juin 2020).
Si vous disposez d'ouvrages ou d'articles de référence ou si vous connaissez des sites web de qualité traitant du thème abordé ici, merci de compléter l'article en donnant les références utiles à sa vérifiabilité et en les liant à la section « Notes et références ».
 (juin 2020).
La Société canadienne d'endocrinologie et métabolisme (SCEM) représente plus de trois cents endocrinologues œuvrant soit dans le domaine de la recherche de base ou clinique, soit dans la pratique médicale au sein de la communauté, des universités et des industries à travers le Canada. La SCEM a pour mandat de représenter les intérêts de ses membres dans les domaines de la pratique médicale, de l'enseignement académique, du financement de la recherche et des politiques scientifiques. La coordination de la SCEM est assurée par un comité exécutif comprenant un président, l'ancien président, le président élu et un secrétaire-trésorier, de même qu'un conseil composé de membres des diverses régions du Canada.